# Andrej Novosadov
Andrej Nikolaevič Novosadov (in russo Андрей Николаевич Новосадов?; 27 marzo 1972) è un allenatore di calcio ed ex calciatore russo.

## Carriera

### Club
Cominciò la sua carriera in epoca sovietica nelle riserve del CSKA; passato in prima squadra, vinse l'ultima storica edizione del campionato sovietico, anche se scese in campo in un'unica occasione.
Con la nascita del campionato russo scese in seconda serie con il KAMAZ, vincendo il campionato ed ottenendo l'immediata promozione in massima serie. Rimasto al KAMAZ anche nel 1993, l'anno seguente tornò al CSKA, giocando prima con la formazione riserve e poi con la prima squadra fino al 2001, con l'eccezione di una breve parentesi nel Lokomotiv Nižnij Novgorod.
Tra il 2001 e il 2003 vestì la maglia della Torpedo-ZiL / Torpedo-Metallurg. Nel 2004 scese in terza serie con il Fakel, vincendo immediatamente il campionato e risalendo in seconda serie. Chiuse la carriera con il KAMAZ.

### Nazionale
Con l'Unione Sovietica ha partecipato ai Campionato mondiale di calcio Under-20 1991, senza tuttavia scendere in campo.
Ha collezionato una presenza con la propria Nazionale: giocò la prima ora dell'amichevole contro il Brasile disputata il 18 novembre 1998, prima di essere sostituito da Andrej Čičkin.

### Allenatore
Divenuto preparatore dei portieri del Vitjaz' Podol'sk dal 17 settembre 2009 ne divenne allenatore ad interim, subentrando a Sergéj Balachnin; allenò la squadra fino a fine stagione, finendo undicesimo, ma il club retrocesse ugualmente per problemi finanziari.
Dalla stagione seguente divenne quindi vice di Vladislav Ternavskij.

## Statistiche

### Cronologia presenze e reti in Nazionale
| Cronologia completa delle presenze e delle reti in nazionale ― Russia | Cronologia completa delle presenze e delle reti in nazionale ― Russia | Cronologia completa delle presenze e delle reti in nazionale ― Russia | Cronologia completa delle presenze e delle reti in nazionale ― Russia | Cronologia completa delle presenze e delle reti in nazionale ― Russia | Cronologia completa delle presenze e delle reti in nazionale ― Russia | Cronologia completa delle presenze e delle reti in nazionale ― Russia | Cronologia completa delle presenze e delle reti in nazionale ― Russia |
| Data                                                                  | Città                                                                 | In casa                                                               | Risultato                                                             | Ospiti                                                                | Competizione                                                          | Reti                                                                  | Note                                                                  |
| --------------------------------------------------------------------- | --------------------------------------------------------------------- | --------------------------------------------------------------------- | --------------------------------------------------------------------- | --------------------------------------------------------------------- | --------------------------------------------------------------------- | --------------------------------------------------------------------- | --------------------------------------------------------------------- |
| 18-11-1998                                                            | Fortaleza                                                             | Brasile                                                               | 5 – 1                                                                 | Russia                                                                | Amichevole                                                            | -4                                                                    | 60’                                                                   |
| Totale                                                                |                                                                       | Presenze                                                              | 1                                                                     |                                                                       | Reti                                                                  | 0                                                                     |                                                                       |

## Palmarès

### Club
- Campionato sovietico: 1

CSKA Mosca: 1991
- PFN Ligi: 1

KAMAZ: 1992 (Girone Centro)
- Pervenstvo Professional'noj Futbol'noj Ligi: 1

2004 (Girone Centro)